# Blason des Vosges
 (juillet 2008).
Si vous disposez d'ouvrages ou d'articles de référence ou si vous connaissez des sites web de qualité traitant du thème abordé ici, merci de compléter l'article en donnant les références utiles à sa vérifiabilité et en les liant à la section « Notes et références ».
Le blason du département des Vosges date de 1946. Il a été créé par Robert Louis.

## Description
« d'argent mantelé de sinople aux trois sapins arrachés de l'un et de l'autre, au chef d'or chargé d'une cotice de gueules surchargée de trois alérions d'argent. »
- Le mantel évoque les montagnes des Vosges.
- Les trois sapins rappellent la richesse forestière du département.
- Le chef indique que la majeure partie du département des Vosges appartenait au duché de Lorraine.